# Црвена помоћ
Црвена помоћ је била хуманитарна организација радничке класе у периоду од 1921. до 1941. године која се бавила пружањем заштите политичким затвореницима, жртвама белог терора и њиховим породицама указивањем правне, новчане, здравствене и друге помоћи. 
Основана 1921. у СССР кад је Лењин упутио апел за помоћ гладнима у Русији, 1922. оријентише се на помоћ радницима капиталистичких земаља и 1924. прераста у Међународну црвену помоћ. Организације Црвене помоћи једне земље пружале су помоћ организацији оне земље у којој се због повећања репресија или притиска против бораца за радничка права указала потреба за већом или хитнијом помоћи. У Југославији је деловала од 1922. године.